# Хайытбаева, Гульнар Алымбаевна
Гульнар Алымбаевна Хайытбаева (туркм. Gülnar Haýytbaýewa; 24 марта 1985, Лебапский велаят, Туркменистан) — туркменская дзюдоистка и самбистка в категории до 63 кг. Мастер спорта международного класса по дзюдо.

## Биография
Окончила Институт спорта и туризма Туркменистана в 2013 году. Воспитанница лебапской школы борьбы, ныне тренируется в школе высшего спортивного мастерства Госкомитета Туркменистана по туризму и спорту, под руководством тренера женской сборной страны Омара Мухаметназарова. Так же сама тренирует в спортивной школе № 4 города Туркменабат Лебапского велаята.
В 2011 году попала в число шестнадцати сильнейших дзюдоистов на международном турнире «Гранд слам», а также стала бронзовым призёром открытого Кубка Европы 2011. В 2012 году вновь попала в число шестнадцати сильнейших дзюдоистов на международном турнире «Гранд слам» во Франции.
Принимала участие в летних Олимпийских играх 2012.
На XXXVI Чемпионате мира по самбо в Минске завоевала серебряную медаль.
На летней Универсиде 2013 в Казани завоевала бронзовую медаль по борьбе на поясах (свободный стиль до 66 кг) и самбо (весовая категория 64 кг).
На Чемпионате Азии по самбо 2016 в Ашхабаде завоевала золотую медаль.